# Trypogeus cabigasi
Espèce
Trypogeus cabigasi est une espèce de coléoptères de la famille des Cerambycidae. Elle a été décrite par Vives en 2005.

## Répartition
Cette espèce a été découverte dans la région de Mindanao du Nord aux Philippines.

## Description
L'holotype de Trypogeus cabigasi, un mâle, mesure 15 mm de long pour 4,5 mm de large.
Cette espèce est proche de Trypogeus apicalis mais s'en distingue aisément par la coloration de ses élytres, sa teinte plus claire, l'absence de marques jaunes sur son abdomen, la forme différente de son pronotum, ses antennes plus longues…

## Étymologie
Son nom spécifique, cabigasi, lui a été donné en l'honneur de Stanley L. Cabigas, spécialiste des coléoptères de Mindano, qui a découvert cette espèce mais également en reconnaissance de sa collaboration sans faille.

## Publication originale
- (fr + de + es + en + it) Eduard Vives, « Notes on Lepturinae (XI). Four new species of Lepturinae from South East Asia (Col. Cerambycidae) », Lambillionea, Union des Entomolgistes Belges (d), vol. 105, no 2,‎ 2005, p. 302-305 (ISSN 0774-2819, lire en ligne).